# Fontane di Roma
Fontane di Roma, dt. ‚Brunnen von Rom‘, ist die erste der drei sinfonischen Dichtungen von Ottorino Respighi, die zusammen die Römische Trilogie bilden. Sie stammt aus dem Jahr 1916. Wie die beiden anderen Werke des Zyklus, Pini di Roma (dt. ‚Pinien von Rom‘) und Feste Romane (dt. ‚Römische Feste‘), ist sie in vier Sätze gegliedert und zählt zu den bekanntesten Kompositionen des Komponisten. Das Werk wurde am 11. März 1917 im Teatro Augusteo in Rom durch das Orchestra dell’Accademia Nazionale di Santa Cecilia unter der Leitung von Antonio Guarnieri uraufgeführt.

## Sätze und Programmatik
Das Werk besteht aus vier Sätzen:

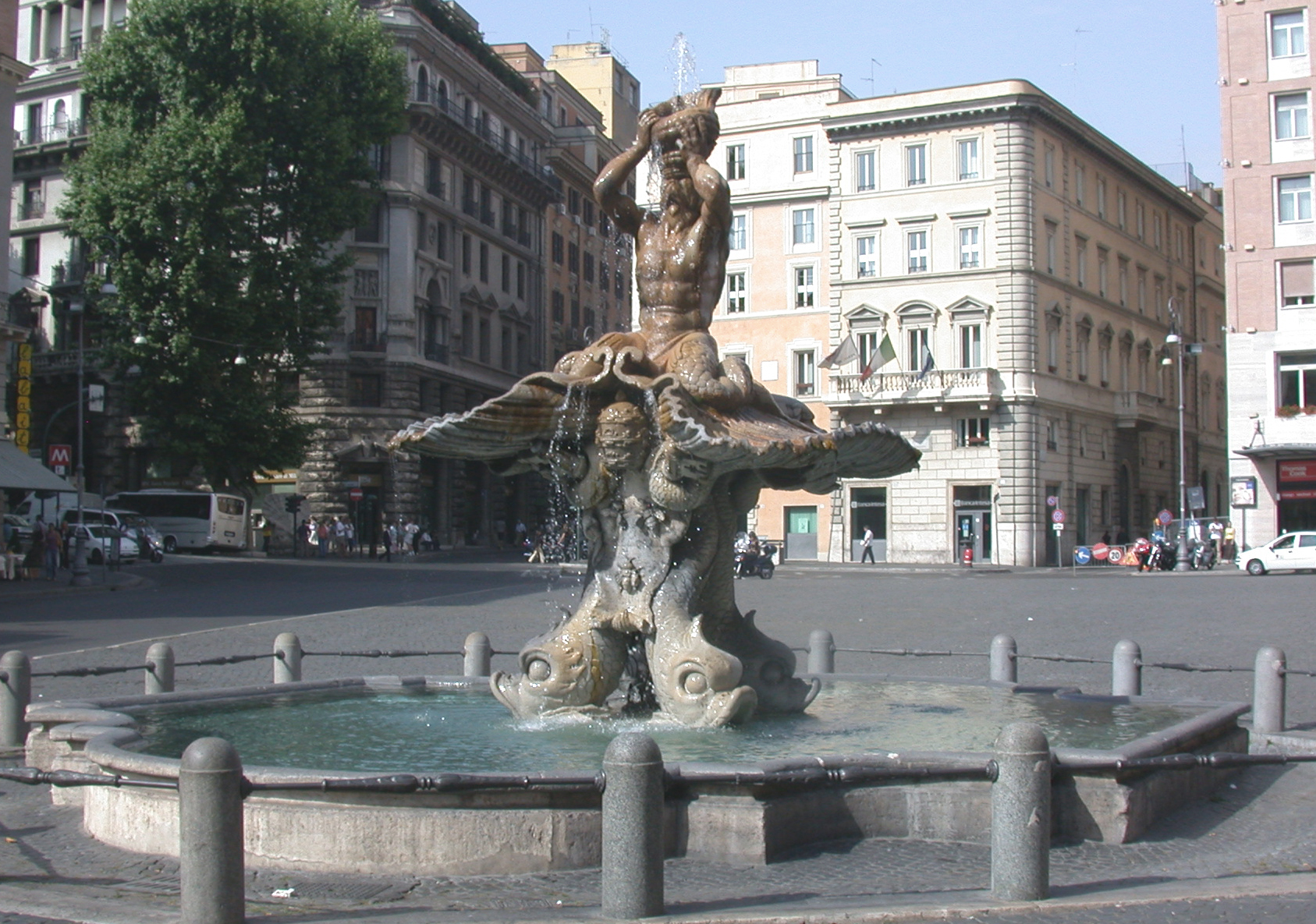
Der Tritonenbrunnen in Rom heute

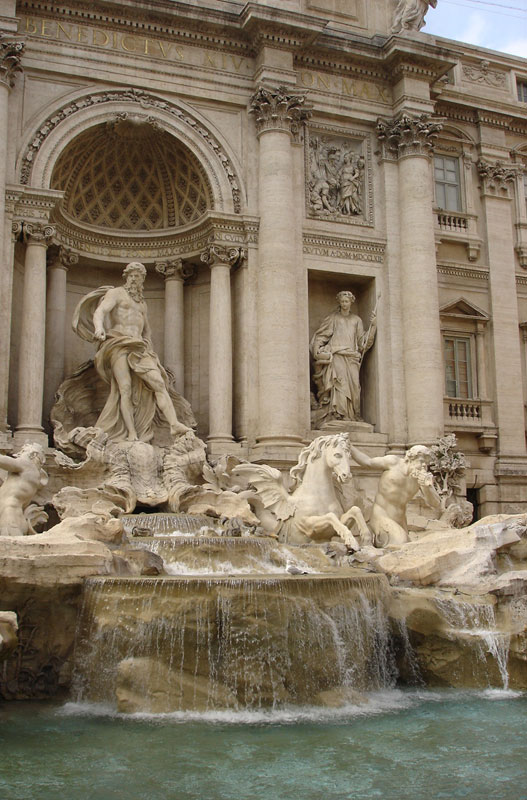
Skulpturen des Trevi-Brunnens

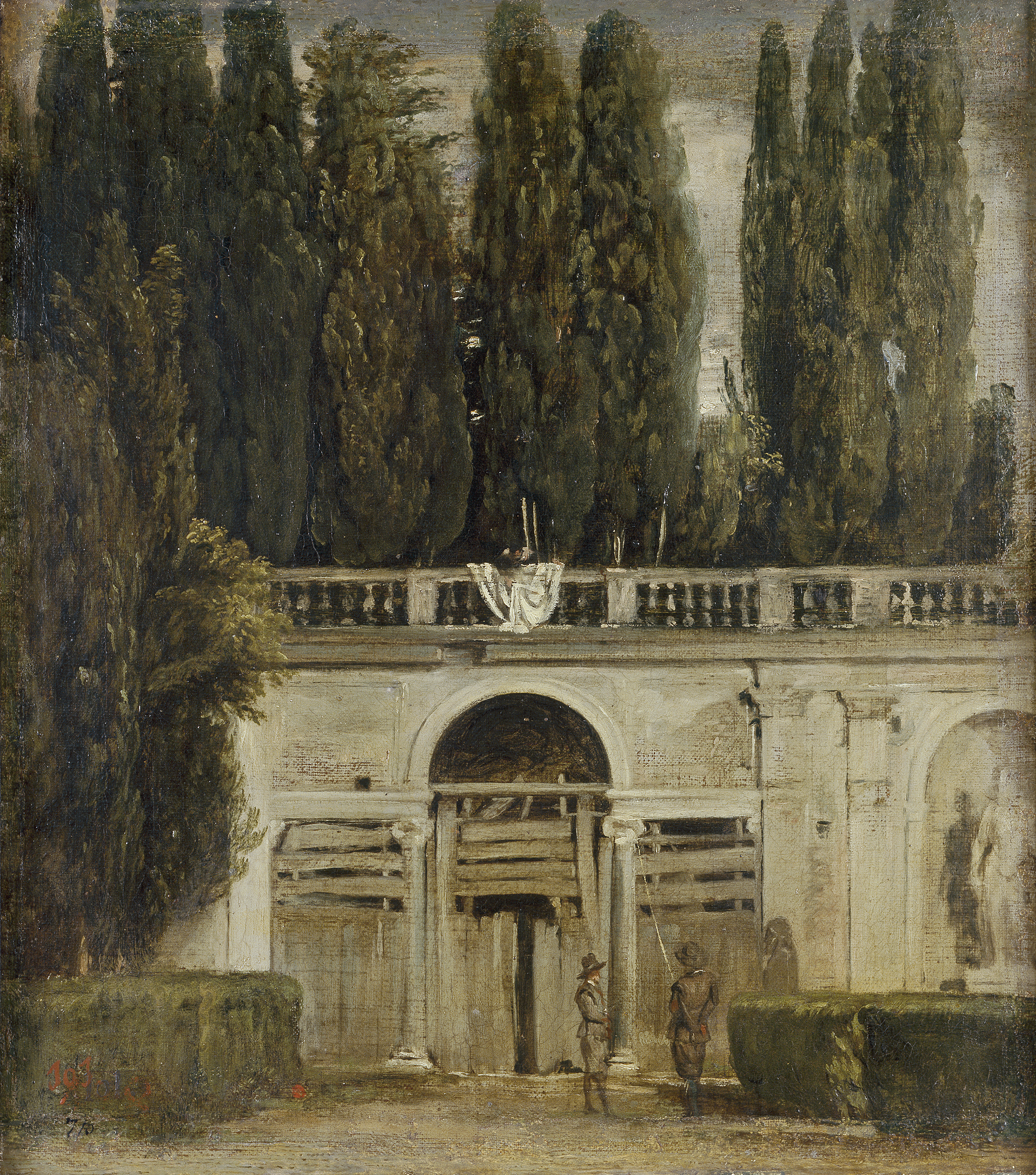
Villa Medici von Diego Velázquez

- La fontana di Valle Giulia all’alba (Der Brunnen im Valle Giulia bei Sonnenaufgang)
- La fontana del Tritone al mattino (Der Tritonenbrunnen am Vormittag)
- La fontana di Trevi al meriggio (Der Trevibrunnen in der Mittagssonne)
- La fontana di Villa Medici al tramonto (Der Brunnen der Villa Medici in der Abenddämmerung)

Der Komponist stellte der Partitur folgendes Programm voran:

„In dieser sinfonischen Dichtung hat der Komponist Empfindungen und Geschichte ausdrücken wollen, die beim Anblick von vier römischen Fontänen in ihm wach wurden, und zwar jedes Mal zu der Tageszeit, wenn ihre Eigenart am meisten mit der betreffenden Umgebung übereinstimmt, oder ihre Schönheit auf den Betrachter den größten Eindruck macht. 

Der erste Teil der Dichtung empfängt seine Eingebungen von der Fontäne im Valle Giulia und malt eine Hirtenlandschaft. Schafherden ziehen vorüber und verlieren sich im frischfeuchten Dunst einer römischen Morgendämmerung.
Plötzlicher lauter und andauernder Hörnerklang über trillerndem Orchester eröffnet den zweiten Teil: die Tritonenfontäne. Es ist gleichsam ein freudvoller Signalruf, auf den Najaden und Tritonen in Scharen herbeieilen, sich gegenseitig verfolgend, um dann einen zügellosen Tanz inmitten der Wasserstrahlen auszuführen.
Ein feierliches Thema ertönt über den Wogen des Orchesters: die Trevi-Fontäne am Mittag. Das feierliche Thema geht von den Holz- auf die Blechbläser über und nimmt einen triumphierenden Charakter an. Fanfaren erklingen: auf leuchtender Wasserfläche zieht der Wagen Neptuns, von Seepferden gezogen, mit einem Gefolge von Sirenen und Tritonen vorbei. Der Zug entfernt sich, während gedämpfte Trompetenstöße von ferne widerhallen.
Der vierte Teil kündigt sich durch ein trauriges Thema an, das sich wie über einem leisen Geplätscher erhebt. Es ist die schwermütige Stunde des Sonnenuntergangs. Die Luft ist voll von Glockenklang, Vogelgezwitscher, Blätterrauschen. Alsdann erstirbt dies alles sanft im Schweigen der Nacht.“

## Besetzung
Respighi schrieb das Werk für ein romantisches sinfonisches Orchester mittlerer Größe. Er besetzte folgende Instrumente:
- 2+1, 2+1, 2+1, 2 - 4, 3, 3, 1, perc, 2hp, str

Dazu kommen die Tasteninstrumente Celesta, Klavier und Orgel (ad libitum). Das Schlagwerk umfasst Triangel, Becken, Glockenspiel
und Röhrenglocken.